# Berehove
Berehove (in ucraino Берегове, in ungherese Beregszász, in russino Берегово, Berehovo) è  una città ucraina (23 325 abitanti), nel distretto di Berehove, nell'oblast' della Transcarpazia. Ospita l'amministrazione  del distretto di Berehovo e della comunità territoriale di Berehovo, una delle comunità territoriali dell'Ucraina.
Fino al 18 luglio 2020 Berehovo costituiva una città di rilevanza regionale e fungeva da centro amministrativo del distretto di Berehovo, sebbene non appartenesse al distretto. Come parte della riforma amministrativa che ha ridotto a sei il numero dei distretti dell'oblast' della Transcarpazia, la città fu integrata nel distretto di Berehovo.
È il centro culturale della minoranza ungherese in Ucraina.

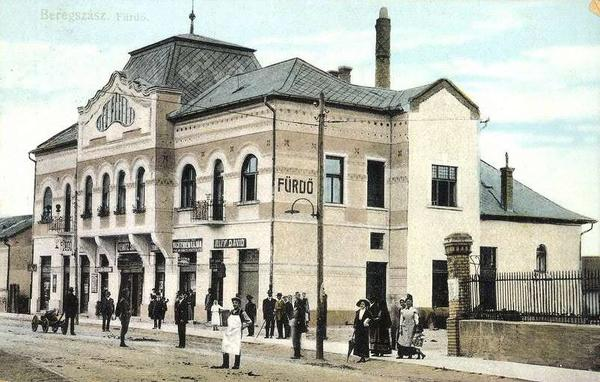
Mikve ebraica

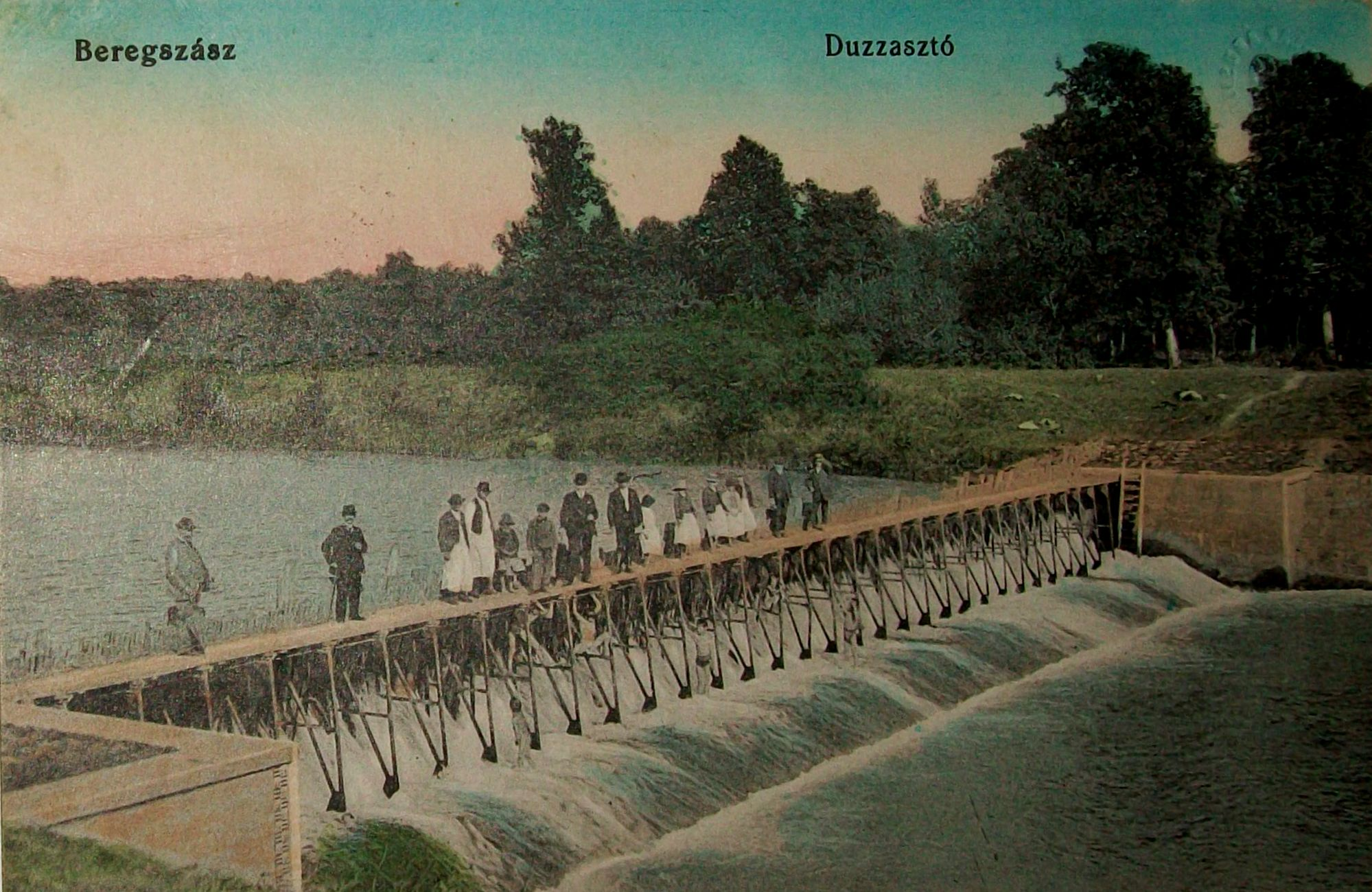
La diga di Berehovo in una cartolina del 1900

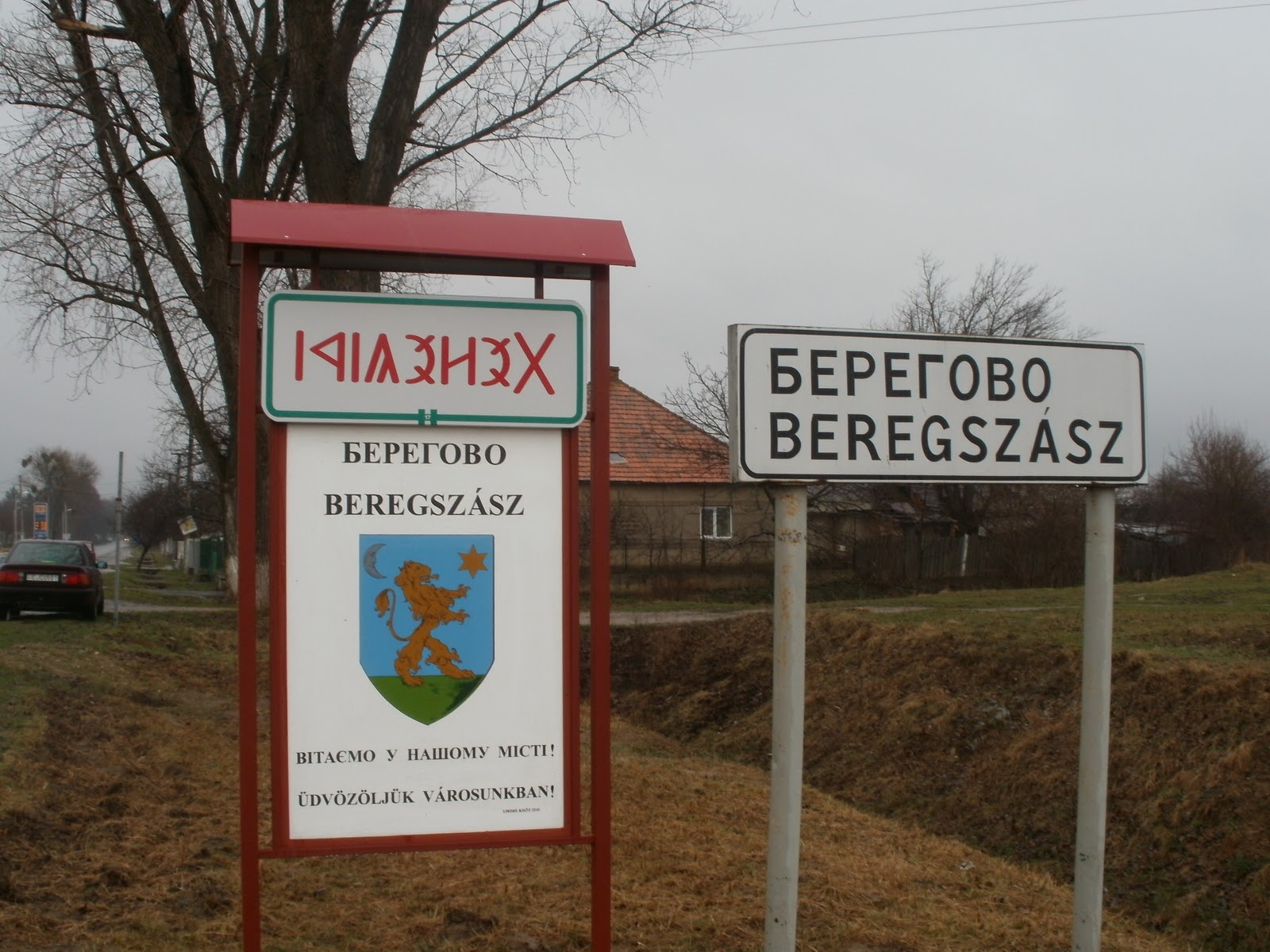
Cartelli stradali bilingui ruteno e ungherese: il toponimo ungherese è scritto anche in alfabeto ungherese antico.

## Storia
Fu la capitale della contea di Bereg del Regno di Ungheria fino al 1919 e tra il 1938 e il 1944. Dal 1919 al 1938 ha fatto parte della Cecoslovacchia, come il resto della Transcarpazia.

## Nome
La città ha molte diverse varianti di ortografia del nome: in romeno Bereg, in ruteno: Берегово (trasl. Berehovo), in russo Берегово?, Beregovo, in ceco e in slovacco Berehovo, in yiddish בערעאז‎?, Beregsaz, in tedesco Bergsaß, in polacco Bereg Saski.
I residenti di Berehove hanno votato il 31 ottobre 2010 in un referendum sul cambio della denominazione della città in Beregszász, il suo nome ungherese.
L'affluenza alle urne è stata inferiore al 52%, con 4.688 voti per il cambio della denominazione, 4.358 contrari e 1.016 votazioni non valide.
L'ungherese è diventata lingua regionale a Berehove nel settembre 2012; è quindi utilizzata nei lavori e nei documenti dell'ufficio amministrativo della città. Ciò è stato reso possibile dopo che la nuova legislazione sulle lingue in Ucraina è stata approvata nell'estate del 2012.

## Clima
Berehove ha un clima oceanico (Köppen: Cfb).

## Evoluzione demografica
Nel 1910, su 12.933 abitanti, 12.432 erano ungheresi (96,1%), 221 ucraini (ruteni) e 140 tedeschi.
L'attuale popolazione stimata è di circa 26.100 (a partire dal 2005).
Nel 2001, i gruppi etnici includevano:
- 48,1% ungheresi 12.800
- 38,9% ucraini 10.300
- 6,4% rom 1.700
- 5,4% russi 1.500

Prima della seconda guerra mondiale, la città aveva una significativa popolazione ebraica, stimata in 8.000 persone. Solo quattro sono tornati, dopo la guerra.

## Amministrazione
È centro amministrativo del Distretto di Berehove.
Parte della città è anche un villaggio vicino adiacente di Zatyšne di 504 persone che ha la sua rappresentanza nel consiglio cittadino.

### Gemellaggi
- Przeworsk
- Satu Mare
- Gödöllő